# Povo Mohawk

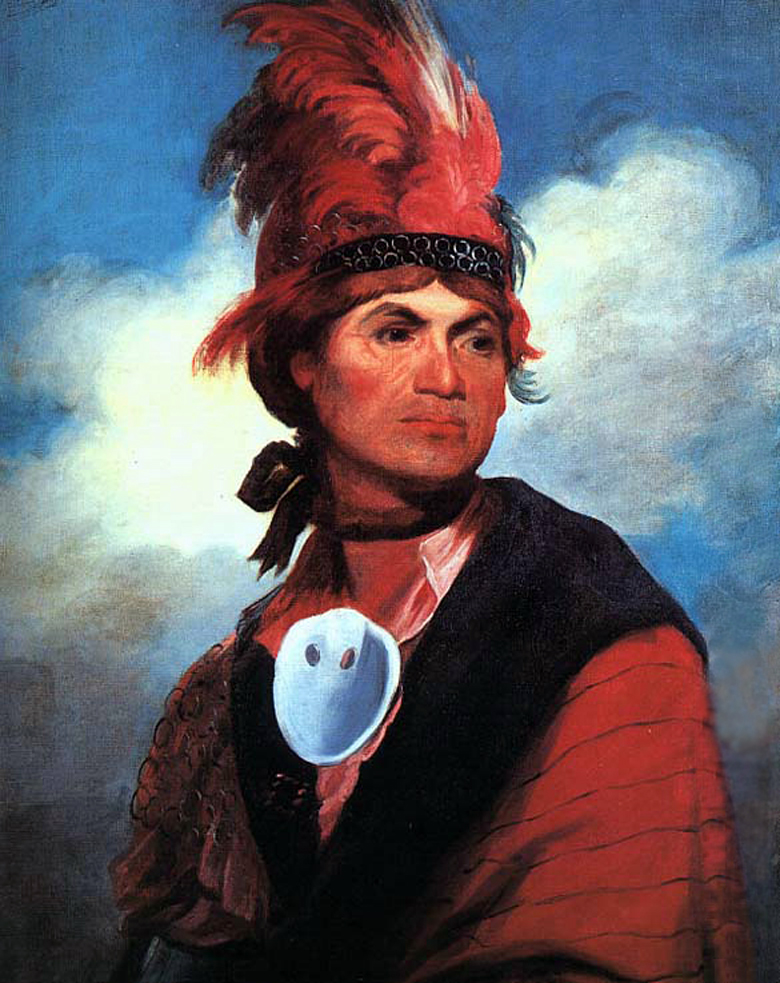
Thayendanegea ou Joseph Brant, pintado por Gilbert Stuart, 1786.

Os Mohawk são a tribo mais oriental da Haudenosaunee, ou Confederação Iroquesa. Eles são um povo indígena de língua iroquesa da América do Norte, com comunidades no norte do Estado de Nova Iorque e no sudeste do Canadá (Ontário), principalmente ao redor do Lago Ontário e do Rio São Lourenço. Como um dos cinco membros originais da Liga dos iroqueses, os Mohawk são conhecidos como os Guardiões da Porta Oriental.